# Aciotis
Aciotis – rodzaj roślin z rodziny zaczerniowatych (Melastomataceae). Obejmuje 13–30 gatunków występujących w tropikach Ameryki Południowej.

## Systematyka
Pozycja według APweb (aktualizowany system APG III z 2009)
Rodzaj z rodziny zaczerniowatych (Melastomataceae) należącej do rzędu mirtowców (Mirtales) z dwuliściennych właściwych.
Wykaz gatunków
- Aciotis acuminifolia (Mart. ex DC.) Triana
- Aciotis annua (Mart. ex DC.) Triana
- Aciotis circaeifolia (Bonpl.) Triana
- Aciotis circaeoides (Mart. & Schrank ex DC.) Triana
- Aciotis cordata (Vell.) J.F. Macbr.
- Aciotis indecora (Bonpl.) Triana
- Aciotis ornata (Miq.) Gleason
- Aciotis paludosa (Mart. ex DC.) Triana
- Aciotis pendulifolia (Bonpl.) Triana
- Aciotis polystachya (Bonpl.) Triana
- Aciotis purpurascens (Aubl.) Triana
- Aciotis rubricaulis (Mart. ex DC.) Triana
- Aciotis viscida (Benth.) Freire-Fierro